# Đại Thôn

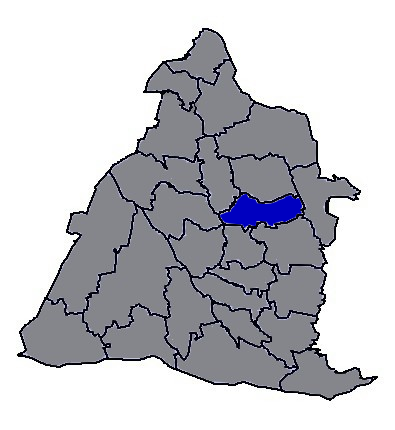
Vị trí tại Chương Hóa

Đại Thôn (tiếng Trung: 大村鄉; bính âm: Dàcūn Xiāng) là một hương (xã) của huyện Chương Hóa, tỉnh Đài Loan, Trung Hoa Dân Quốc (Đài Loan). Hương nằm ở vị trí trung tâm của huyện và có diện tích 30,7832 km², dân số vào tháng 8 năm 2011 là 36.510 người thuộc 10.344 hộ gia đình, mật độ cư trú đạt 1186 người/km². Giống nho Cư Phong được cho là có nguồn gốc từ Đại Thôn.